# Jászjákóhalma
Jászjákóhalma è un comune dell'Ungheria di 3.155 abitanti (dati 2001). È situato nella contea di Jász-Nagykun-Szolnok.